# Jean Daumery
Pour les articles homonymes, voir Daumery.
Jean Nicolas Pierre Ysaÿe dit Jean Daumery ou John Daumery, né le 17 mai 1898 à Bruxelles et mort le 5 mai 1934 à Lausanne, est un réalisateur belge.

## Biographie
Fils du pianiste et compositeur Théo Ysaÿe (1865-1918) et de l'actrice Carrie Daumery (1865-1938), il travailla essentiellement à Hollywood.
Les causes de son décès prématuré à l'âge de 35 ans ne sont pas connues.

## Filmographie partielle
- 1928 : The Little Snob (en) de John G. Adolfi
- 1930 : Lopez, le bandit, remake de The Bad Man de Clarence G. Badger
- 1930 : Le Masque d'Hollywood (Woman Hunter) (coréalisé avec Clarence G. Badger)
- 1930 : L'Aviateur (coréalisé avec William A. Seiter et sorti le 6 février 1931)
- 1932 : La foule hurle (coréalisé avec Howard Hawks)
- 1932 : Le Soir des rois
- 1933 : Le Cas du docteur Brenner
- 1933 : The Thirteenth Candle